# Небезпечні думки
«Небезпечні думки» (англ. Dangerous Minds) — американський драматичний фільм 1995 року режисера Джона Н. Сміта за сценарієм Роналда Бесса, створеним на основі автобіографії ЛуЕнн Джонсон, відставної морської піхотинки, яка після звільнення зі служби зайняла посаду викладача у школі, де більшість її учнів була афроамериканцями і латиноамериканцями.

## Сюжет
ЛуЕнн Джонсон, колишня морська піхотинка, отримує роботу викладача у школі. При знайомстві з класом вона зіштовхується з ворожістю учнів, більшість з яких афроамериканці і латиноамериканці, усі вихідці з малозабезпечених родин, втягнуті в бандитські розбірки і наркоторгівлю.
Намагаючись знайти підхід до підлітків, ЛуЕнн Джонсон задає вправи, які відповідають шкільній програмі і в той же час подобаються учням, заохочуючи їх шоколадними батончиками та поїздками на екскурсії. Одночасно з навчанням ЛуЕнн Джонсон намагається розібратися у особистих проблемах учнів.

## У ролях
| Актор           | Роль          |
| --------------- | ------------- |
| Мішель Пфайффер | ЛуЕнн Джонсон |
| Джордж Дзундза  | Гел Гріффіт   |
| Кортні Венс     | Джордж Гранді |
| Робін Бартлетт  | Карла Ніколс  |
| Беатріс Вінд    | Мері Бентон   |
| Сара Маршалл    | бібліотекарка |

## Критика
Думки критиків і глядачів щодо фільму різнилися. На Rotten Tomatoes фільм отримав оцінку 33% на основі 43 відгуків від критиків і 64% від більш ніж 100 000 глядачів. Касові збори склали майже $85 мільйонів, що значно перевищило витрати на виробництво.